# Sergej Larin (Sänger)
Sergej Larin, russisch Сергей Ларин (9. März 1956 in Daugavpils, Lettische SSR – 13. Januar 2008 in Bratislava) war ein russischer Opernsänger (Tenor).

## Leben
An der Wiener Staatsoper sang er von 1990 bis 2000 in 44 Aufführungen zehn Rollen des italienischen, französischen und russischen Fachs (unter anderem Don Alvaro, Radames, Cavaradossi,  Don José, Lenski und Grigori Otrepjew). Bei den Salzburger Festspielen verkörperte er 1998 die Titelrolle in Verdis Don Carlos.
Aus dem Jahr 1996 datiert eine Gesamtaufnahme des Geizigen Ritters von Sergei Rachmaninow, gespielt von den Göteborger Symphonikern unter Neeme Järvi (erschienen bei der Deutschen Grammophon). Aus dem Jahr 1998 existiert eine Turandot-DVD, in der er als Kalaf zu sehen und zu hören ist.